# Izrael Eiger
Izrael Noe Eiger (ur. 27 października 1878 w Lublinie, zm. 16 czerwca 1930 tamże) – trzeci cadyk chasydzkiej dynastii Lublin.

## Życiorys
Był synem Abrahama Eigera i Chany z domu Zylberberg, wnukiem Jehudy Lejba Eigera założyciela dynastii, prawnukiem Salomona Egera i praprawnukiem Akiwy Egera. Brat Salomona i Meira. Urodził się w domu przy ulicy Szerokiej 54.
Wykształcenie religijne uzyskał wśród lubelskich chasydów. Przed ukończeniem dwudziestu lat ożenił się z Jutą Fejgą Kalisz, córką cadyka Menachema Kalisza, małżeństwo nie trwało jednak długo. W 1898 roku ożenił się ponownie, biorąc w Lubartowie ślub z Surą Chaną Kierszenberg.
W pierwszej połowie XX wieku zajmował się kupiectwem, według dokumentów mieszkał w Kaliszu, w Lublinie przebywając czasowo.
Po śmierci ojca w 1914 roku został cadykiem lubelskim. Wraz z Meirem przygotował do druku pisma ojca, wydane następnie pod tytułem Szewet mi-Jehuda.
Był prezesem lubelskiego bractwa pogrzebowego. Wielokrotnie wspierał Majera Szapirę. Był członkiem Komitetu Budowy Wyższej Szkoły Rabinackiej Jeszywas Chachmej Lublin.
Jest pochowany w ohelu na nowym cmentarzu żydowskim przy ulicy Unickiej w Lublinie.